# Dicterion
En la antigua Grecia, los Dicterion eran unos prostíbulos públicos creados por el legislador Solón de Atenas, los cuales eran explotados por el propio Estado y que se situaban en ciertos barrios marginales. En ellos se celebraban fiestas y bacanales.
A las prostitutas que trabajaban en estos locales se les llamaba dicteriadas. Generalmente eran actrices mímicas o pantomímicas, así como flautistas y tañedoras de lira.